# Aulacophora femoralis
Aulacophora femoralis is een keversoort uit de familie bladkevers (Chrysomelidae). De wetenschappelijke naam van de soort werd in 1857 gepubliceerd door Victor Ivanovitsch Motschulsky.